# Nils Ragvaldsson
Nils Ragvaldsson (latinizzato in Nicolaus Ragvaldi; 1380 circa – 17 febbraio 1448) è stato un arcivescovo cattolico svedese, vescovo di Växjö, poi Arcivescovo di Uppsala dal 1438 fino alla sua morte. Nato attorno al 1380, Ragvaldsson è considerato tra i fondatori della tradizione goticista.

## Biografia
Il 12 novembre 1434, tenne un discorso al Concilio di Basilea nel quale sosteneva che il monarca svedese, Eric di Pomerania, fosse il successore dei re goti, e che la delegazione svedese, per questo, dovesse essere presa maggiormente in considerazione. Per questa ragione ebbe una grave disputa con il cardinale Nicola Cusano. Questi discorsi furono trascritti e conservati e Giovanni Magno le inserì nella sua storia del popolo nordico circa 150 anni dopo. La sua ricerca portò il figlio di Gustavo Vasa a farsi chiamare Erik XIV, anche contro il volere di suo padre.